# Ifosfamid
Ifosfamid (Handelsname Holoxan®) gehört zu der Gruppe der Stickstoff-Lost-Verbindungen mit alkylierender Wirkung. Die Substanz wird für die Behandlung von Krebserkrankungen im Rahmen einer Chemotherapie zumeist in Kombination mit anderen Zytostatika eingesetzt. Ifosfamid ist ein Positionsisomer von Cyclophosphamid und gehört mit diesem zur Gruppe der Oxazaphosphorine.

## Wirksamkeit

### Krebserkrankungen
Ifosfamid wird bei einer Reihe von bösartigen Erkrankungen (Krebserkrankungen) als Zytostatikum eingesetzt. Zumeist erfolgt der Einsatz in Kombination mit anderen Zytostatika.

#### Erwachsene
- Weichteilsarkome
- Osteosarkom - IP (Ifosfamid, Cisplatin)
- Non-Hodgkin-Lymphom
- Ewing-Sarkom - VAI (Vincristin, Adriamycin, Ifosfamid), VAIA (Vincristin, Adriamycin, Ifosfamid, Actinomycin D)

#### Kinder und Jugendliche
- Weichteilsarkome wie Rhabdomyosarkom, Leiomyosarkom - VAI (Vincristin, Adriamycin, Ifosfamid), VAIA (Vincristin, Adriamycin, Ifosfamid, Actinomycin D)
- Non-Hodgkin-Lymphom
- Ewing-Sarkom - VAI (Vincristin, Adriamycin, Ifosfamid), VAIA (Vincristin, Adriamycin, Ifosfamid, Actinomycin D)
- Keimzelltumor - PEI (Cisplatin, Etoposid, Ifosfamid)
- Osteosarkom - PAIM (Cisplatin, Adriamycin, Ifosfamid, MTX)

## Nebenwirkungen
Es kommt häufig zu einer verminderten Leukozytenzahl (dosislimitierende Knochenmarkdepression), Übelkeit, Haarausfall. Besonders bei hohen kumulierten Dosen ist das Risiko für die Entwicklung von Zweitneoplasien, speziell für Leukämie und Blasentumore erhöht.
Typisch ist bei Ifosfamid Gabe außerdem eine Enzephalopathie, die in bis zu 50 % der Patienten auftritt.
Außerdem kann es im Rahmen einer Chemotherapie mit Ifosfamid zu einer hämorrhagischen Zystitis kommen. Dagegen wird ein Antidot parallel zur Ifosfamid-Gabe verabreicht: MESNA (Mercapto-ethansulfonat-Natrium).
Impfungen mit Totimpfstoffen sind unter Ifosfamid-Behandlung aufgrund dessen immunsuppressiver und zytostatischer Wirkung nicht wirksam.

## Gegenanzeigen (Kontraindikationen)
- Schwangerschaft. Eine Schwangerschaft sollte vor der Ifosfamid-Therapie ausgeschlossen werden, eine bestehende Schwangerschaft ist eine Gegenanzeige (Kontraindikation) gegen den Einsatz von Ifosfamid. Während der Therapie sollten ausreichende Verhütungsmaßnahmen angewendet werden, um eine Schwangerschaft zu verhindern.
- Impfungen mit Lebendimpfstoffen. Infolge der zytostatischen und immunsuppressiven Wirkung sind Impfungen mit Lebendimpfstoffen während einer Behandlung mit Ifosfamid potentiell gefährlich und sollten daher unterlassen werden.